# فوتبال در المپیک تابستانی ۲۰۰۸
فوتبال در بازی‌های المپیک تابستانی ۲۰۰۸ در دو رده مردان و زنان برگزار شد.
بعد از پایان تورنمنت، لیونل مسی، فوق ستارهٔ تیم ملی آرژانتین، توسط سایت رسمی فیفا به عنوان بهترین بازیکن تورنمنت انتخاب شد.

## محل‌های برگزاری
به‌جز پکن که شهر میزبان است، مسابقات فوتبال در چهار شهر دیگر نیز برگزار می‌گردند:
- پکن: ورزشگاه ملی پکن
- پکن: ورزشگاه کارگران پکن
- کینگهوانگداو: ورزشگاه مرکز ورزش‌های المپیک کینهوانگدائو
- شانگهای: ورزشگاه شانگهای
- شنیانگ: ورزشگاه المپیک شنیانگ
- تیانجین: ورزشگاه مرکز المپیک تیانجین

## کشورهای شرکت‌کننده

### مردان
| گروه A - آرژانتین - استرالیا - ساحل عاج - صربستان | گروه B - ژاپن - هلند - نیجریه - ایالات متحده آمریکا | گروه C - بلژیک - برزیل - چین - نیوزیلند | گروه D - کامرون - هندوراس - ایتالیا - کرهٔ جنوبی |

#### مدال‌ها
| رویداد       | طلا      | نقره   | برنز  |
| فوتبال مردان | آرژانتین | نیجریه | برزیل |

### بانوان
| گروه E - آرژانتین - کانادا - چین - سوئد | گروه F - برزیل - آلمان - کرهٔ شمالی - نیجریه | گروه G - ژاپن - نیوزیلند - نروژ - ایالات متحده آمریکا |

#### مدال‌ها
| رویداد        | طلا    | نقره  | برنز  |
| فوتبال بانوان | آمریکا | برزیل | آلمان |